# ألكسندرا نورمان
ألكسندرا نورمان هي لاعبة الاسكواش كندية، ولدت في 27 مايو 1983.

## وصلات خارجية
- ألكسندرا نورمان على موقع SquashInfo.com (الإنجليزية)